# إليزابيث روبنسون (كاتبة)
إليزابيث روبنسون (بالإنجليزية: Elizabeth Robinson)‏ هي كاتِبة وشاعرة أمريكية، ولدت في 1961.